# 南部陽一郎
南部 陽一郎（なんぶ よういちろう、英語: Yoichiro Nambu、1921年1月18日 - 2015年7月5日）は、日系アメリカ人の理論物理学者。シカゴ大学名誉教授、大阪市立大学名誉教授・特別栄誉教授、大阪大学特別栄誉教授、立命館アジア太平洋大学アカデミック・アドバイザー。専門は素粒子理論。理学博士（東京大学・1952年）。
福井県福井市出身。自宅が大阪府豊中市にあり、シカゴに在住していた。1970年に日本からアメリカ合衆国へ帰化した。

## 人物
日系アメリカ人（一世）の理論物理学者で1952年に渡米、1960年代に量子色力学と自発的対称性の破れの分野において先駆的な研究を行ったほか、弦理論の創始者のひとりとしても知られ、現在の素粒子物理学の基礎をなす様々な領域に多大な貢献をなした。特に、自発的対称性の破れの発見により、2008年にノーベル物理学賞を受賞した。シカゴ在住だったが、晩年は大阪府豊中市の自宅で暮らしていた。

## 来歴

### 生い立ち
日本の東京府東京市にて福井県出身の父親と福島県出身の母親の間に生まれた。2歳のとき、関東大震災に遭遇し、父の実家のある福井県福井市に転居した。旧制福井中学（現福井県立藤島高等学校）卒業。父の南部吉郎は立命館中学校の卒業生で、福井県内の高校で英語教師を務めていた。吉郎は昭和23年、福井県立丸岡高等学校で勤務中に福井震災を経験している。第一高等学校に補欠合格し、同校3年のとき湯川秀樹の評判に刺激されて理論物理学の研究を志し、東京帝国大学に進学した。1943年に課程を短縮されて2年半で卒業（繰り上げ卒業）した後、陸軍の召集を受けて宝塚市のレーダー研究所に配属された（階級は陸軍技術中尉）。

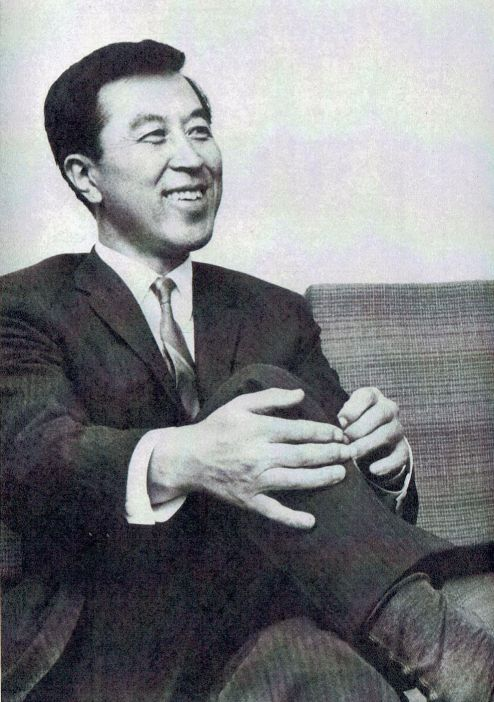
朝日新聞社『朝日ジャーナル』第7巻第41号（1965）より

### 戦後の研究開始から渡米まで
1945年終戦後に東京帝国大学の理学部物理学教室（物理学科）に嘱託で復帰し、同室の木庭二郎らと共に、朝永振一郎の研究グループに参加し朝永の方法を吸収しつつ、時々訪れ議論を展開した武谷三男からも影響を受けている。コペンハーゲン学派の自由な研究を持ち込んだ仁科芳雄の下に朝永はいた。
1950年、朝永振一郎の推薦で早川幸男、山口嘉夫、西島和彦、中野董夫と共に大阪市立大学理工学部に理論物理学のグループを立ち上げた。「大阪市大での3年間は年長の教授がおらず、学生が少ないため講義の負担も少なかったため、自由を満喫できた」と後に語っている。ここではベーテ＝サルピーター（＝南部）方程式の導出、K中間子の対発生の研究などの成果を上げた。

### 渡米とその後の活動

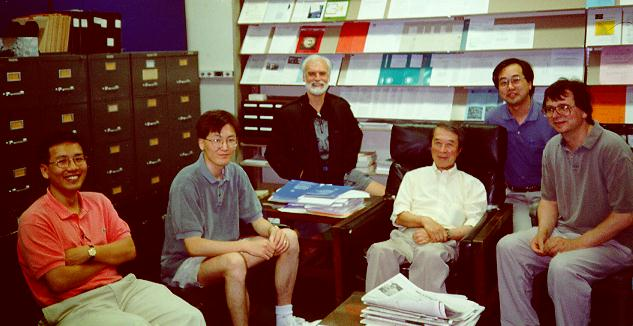
南部研究室（1996）

1952年に再び朝永の推薦を受け、木下東一郎と共にプリンストン高等研究所に赴任した。プリンストンでは強い相互作用の飽和性やスピン軌道力の研究を計画していたが、難航した。翌年もプリンストンに籍を置きながら、春から秋にかけては湯川秀樹が残していた資金を元にカリフォルニア工科大学でγ-π productionの研究を行っている。1954年にゴールドバーガーの誘いを受けてシカゴ大学の核物理研究所に着任。同研究所には小柴昌俊らもいた。シカゴ大ではグリーン関数の表示法を研究したほか、ω中間子の存在を提唱している。
1970年にアメリカ合衆国の市民権を取得し、同国に帰化した。2011年現在、シカゴ大学物理科学部物理学科および同学部のエンリコ・フェルミ研究所においてハリー・プラット・ジャドソン殊勲名誉教授、大阪市立大学名誉教授、大阪市立大学特別栄誉教授、大阪大学特別栄誉教授、福井市名誉市民、豊中市名誉市民などの称号を持つ。大阪大学には研究室を持ち、年に幾度も来日して特別栄誉教授として研究を続けていた。晩年、自宅は米イリノイ州シカゴと大阪府豊中市にあった。
2008年にノーベル物理学賞を受賞。彼は江崎玲於奈より年上であるため、日本で出生した最年長の受賞者となった。
2015年7月5日、急性心筋梗塞のため逝去。満94歳没（享年95）。

## 研究
1960年代にクォークの持つ自由度としてのカラーチャージの導入（同時期にオスカー・W・グリーンバーグ、韓茂栄、南部陽一郎、宮本米二、堀尚一が独立して提唱）、自発的対称性の破れなど、素粒子の強い相互作用において先駆的な研究を行ったほか、弦理論の創始者の一人としても知られる。
1970年にハドロンの性質を記述する模型として弦理論（ひも理論）の提案を行った（同時期にレオナルド・サスキンド、ホルガー・ニールセンが独立に提唱）。しかし弦理論は、ハドロンの理論としては問題点があることが明らかになった。一方でゲージ理論としての量子色力学が確立していった時期でもあり、多くの研究者は弦理論から離れていった。弦理論はその後、ジョン・シュワルツらにより、ハドロンではなく重力を含む統一理論として研究が続けられた（超弦理論）。

## 略歴
- 1921年1月18日 - 東京府東京市麻布区元麻布に生まれる。後に本籍を東京都に移したため、「東京都出身」と書かれる場合もある。
- 1923年 - 関東大震災で被災したことを契機に、父の実家のある福井県福井市に転居。
- 1933年 - 福井市立進放小学校（現在の福井市松本小学校）[17]卒業
- 1937年 - 福井中学校4年修了
- 1940年 - 第一高等学校卒業
- 1942年
  - 東京帝国大学理学部物理学科卒業
  - 東京帝国大学助手
  - 陸軍で1年間通常兵役後、宝塚市で陸軍の短波レーダーの研究に従事。
  - 宝塚のゴルフクラブで知り合った飛田（ひだ）智恵子と結婚。
  - 東京大学の研究室内で3年間寝食しながら研究（木庭二郎と）。
- 1949年 - 大阪市立大学理工学部助教授。妻の実家がある大阪府豊中市上野から勤務。
- 1950年 - 同大学理論物理学教室教授（1956年まで）
- 1952年
  - 東京大学より理学博士号を取得。
  - 渡米。プリンストン高等研究所（当時の所長はロバート・オッペンハイマー）に2年間滞在。
- 1954年 - シカゴ大学に移籍。
- 1956年 - 同大学助教授
- 1958年 - 同大学教授
- 1970年
  - アメリカ合衆国に帰化。
  - ハドロンの弦理論（ひも理論）を提案。
- 1991年 - シカゴ大学エンリコ・フェルミ研究所名誉教授
- 1994年 - 立命館大学客員教授および立命館アジア太平洋大学アカデミック・アドバイザー就任を契機として、両大学に南部陽一郎研究奨励金創設。
- 1996年 - 大阪大学第一号名誉博士
- 2006年 - 大阪大学招聘教授
- 2011年
  - 大阪市立大学特別栄誉教授
  - 大阪大学特別栄誉教授
- 2015年7月5日 - 急性心筋梗塞のため死去[2][3]。94歳没。

## 学術賞歴
- 1970年 - ハイネマン賞数理物理学部門を受賞。
- 1977年 - オッペンハイマー賞を受賞。
- 1982年 - アメリカ国家科学賞（物理学部門）を受賞[18]。受賞理由：素粒子の相互作用の理解への貢献。
- 1985年 - マックス・プランク・メダルを受賞[19]。受賞理由：素粒子物理学の先駆的貢献。
- 1986年 - ICTPのディラック・メダルを受賞[20]。受賞理由：素粒子理論物理学における先駆的業績。
- 1994年
  - J・J・サクライ賞を受賞[21]。受賞理由：アメリカ物理学会における、献身的な貢献。
  - ウルフ賞物理学部門を受賞[22]。受賞理由：理論物理学における先駆的な貢献。
- 2005年
  - ベンジャミン・フランクリン・メダルを受賞[23]。受賞理由：理論物理学における、先駆的な貢献。
  - オスカル・クラインメダル受賞。
- 2007年 - ポメランチュク賞受賞。
- 2008年 - ノーベル物理学賞を受賞[24][25][26]。受賞理由：自発的対称性の破れの発見。

## 栄典
- 1978年 - 文化功労者顕彰、文化勲章受章。受章理由：物理学における長年の貢献に対して。
- 1979年 - 福井市名誉市民[27]
- 2003年 - 福井県民賞[28]
- 2011年 - 豊中市名誉市民[29]

## 著作

### 一般向け
- 『クォーク 第2版―素粒子物理はどこまで進んできたか』 講談社ブルーバックス、1998年 ISBN 4-06-257205-2
- 『クォーク 第1版―素粒子物理の最前線』 講談社ブルーバックス、1981年 ISBN 4-06-118080-0
  - （同書の英訳）"Quarks: Frontiers in Elementary Particle Physics" World Scientific Publishing Company (1985) ISBN 9971-966-66-2
- 『素粒子の宴』 南部陽一郎、H.D.ポリツァー、工作舎、1979年; 新装版 2008年 ISBN 978-4-87502-415-6
  - （H. デビッド・ポリツァーは2004年度ノーベル物理学賞受賞。対談の主催者は松岡正剛）
- 『クオークの閉じ込め』南部陽一郎（藤井昭彦訳）サイエンス
  - "The Confinement of Quarks"Scientific American 235-5,November 1976
  - クオークが閉じ込められるのは、位数3のパラ・フェルミ統計に従うからであるとする。
- 『南部陽一郎が語る 日本物理学の青春時代』日経サイエンス、1999年３月号

### 教科書
- 『大学院素粒子物理(1)―素粒子の基本的性質』 中村誠太郎 編、南部陽一郎ほか著、講談社、1997年 ISBN 4-06-153224-3

### 主な論文
- 接触変換による攝動論の取扱いについて 素粒子論研究 1948年 0巻 1号 p.40-45, doi:10.24532/soken.0.1_40, NAID 110006548403
- 接触変換から求めた相對論的核力について 素粒子論研究 1949年 0巻 2号 p.136-138, doi:10.24532/soken.0.2_136, NAID 110006548437
- B.71.核子の磁気能率について 素粒子論研究 1949年 0巻 4号 p.226-228, doi:10.24532/soken.0.4_226, NAID 110006548473
- 相対論的二体問題(湯川秀樹博士ノーベル賞受賞記念号) 素粒子論研究 1949年 1巻 3-1号 p.133-141, doi:10.24532/soken.1.3-1_133 ,, NAID 110006548845
- 中間子と電磁場との相互作用について(つづき)(湯川秀樹博士ノーベル賞受賞記念号) 木下東一郎 との共著、素粒子論研究 1950年 1巻 3-2号 p.176-181, doi:10.24532/soken.1.3-2_176, NAID 110006548879
- 素粒子物理学の展望 1973年 28巻 6号 p.452-460, doi:10.11316/butsuri1946.28.452, NAID 110002072997
- 新粒子について 日本物理学会誌 1975年 30巻 3号 p.199-201, doi:10.11316/butsuri1946.30.199, NAID 130004179240
- 3a-AA-6 ゲージ場の理論 日本物理学会講演概要集 年会予稿集 33.1 巻 (1978) p.36-, doi:10.11316/jpsgaiyoh.33.1.0_36, NAID 110002160080
- 南部が「自発的対称性の破れ」というアイデアを提唱した1961年の論文（通称「NJL論文」）
  - Y. Nambu and G. Jona-Lasinio, "Dynamical model of elementary particles based on an analogy with superconductivity. I," Phys. Rev. 122, 345-358 (1961) doi:10.1103/PhysRev.122.345
  - Y. Nambu and G. Jona-Lasinio, "Dynamical model of elementary particles based on an analogy with superconductivity. II," Phys. Rev. 124, 246-254 (1961) doi:10.1103/PhysRev.124.246
- オンサンガーの2次元Isingモデルの別解法
  - A Note on the Eigenvalue Problem in Crystal Stastics, Progress of Theoretical Physics, 5:1 (1950)
- ベーテ・サルピーター方程式
  - Force Potentials in Quantum Field Theory, Progress of Theoretical Physics, 5:614 (1950)
- 学位論文。ラグランジュ形式とハミルトニアン形式について論じている。
  - On Lagrangian and Hamiltonian Formalism, Progress of Theoretical Physics, 7:131 (1952)
- オメガ (ω) 中間子の存在を提唱
  - Possible Existence of a Heavy Neutral Meson, Physical Review, 106:1366 (1957)
- 一般グリーン関数の研究
  - Parametric Representation of General Green's Function, Nuovo Cimento Ser. X, 6:1064 (1957)
- カラー量子数の導入（量子色力学の提唱）
  - Y. Nambu and M. Y. Han, "A Three-Triplet Model with Double SU(3) Symmetry," Physical Review 139, B1006 (1965)
- ひも理論の出発点になった1970年の論文
  - Quark Model and the Factorization of the Veneziano Amplitude (talk presented at International Conference on Symmmetries and Quark Models, Wayne University, 1969) Gordon and Breach (1970)

### 論文集
- "Broken Symmetry: Selected Papers of Y. Nambu" World Scientific Series in 20th Century Physics, Vol 13 (1995) ISBN 981-02-2356-0

### 関連文献
- 『ほがらかな探究　南部陽一郎』福井新聞社編・刊、2009年。ISBN 978-4938833640
- 中嶋彰『早すぎた男 南部陽一郎物語 時代は彼に追いついたか』 講談社ブルーバックス、2021年。ISBN 978-406525813-2

## エピソード
- 少年時代に自分の手で鉱石ラジオを製作し、野球中継を聴いたことに大感激したことを明かしている[30]。
- 一高時代は物理が特に苦手で、エントロピーを理解できずに熱力学の単位を落とした[31]。
- 陸軍で兵士としての勤務1年の後、短波レーダーの研究に従事した。そのとき朝永振一郎によるレーダー理論の海軍機密文書[※ 2]を盗み出すように陸軍から命ぜられたが、朝永本人に頼むことにより入手した[31]。
- 東大4年の時、湯川秀樹と朝永振一郎に素粒子を勉強したいと言ったら、「素粒子については、天才でないと理解できない」といわれて、一度はねつけられた[32]。
- プリンストン高等研究所時代、2度アインシュタインに会う。2回目の時アインシュタインは陽一郎に、量子力学が信用できないことを必死に説明しようとした[33]。
- 陽一郎の父、吉郎は福井から立命館中学を経て早稲田大学文学部に進学した。卒論はウィリアム・ブレイク（イギリスの詩人、画家、銅版画職人）だった。翌1921年に陽一郎が東京で生まれるが、1923年の関東大震災に見舞われて家族三人で福井に戻り、吉郎は福井高等女学校で英語教師を務めた。[34]。